# 초면
초면(草棉, Levant cotton)은 사하라 이남 아프리카 원산의 목화속 식물이다. 학명은 고시피움 헤르바케움(Gossypium herbaceum). 여러해살이 관목으로 자라며 목면과 자매종이다.